# Химна Црне Горе
Ој свијетла мајска зоро је званична химна Црне Горе. Данашњи наслов и текст ове химне озваничени су 2004. године, када је Скупштина Црне Горе усвојила Закон о државним симболима и дану државности Црне Горе, чијим су 6. чланом прописани садашњи наслов и текст химне.

## Спорна питања
Током јавне расправе о избору химне, покренута су бројна питања о знатним одступањима званично усвојеног наслова и текста у односу на изворне облике, а посебну пажњу стручне и шире јавности изазвала је одлука да се као трећа и четврта строфа званичног текста химне усвоје дијелови пјесме Вјечна наша, коју је 1944. године испјевао црногорски правник и политичар Секула Дрљевић, познат по фашистичким ставовима.
Приликом избора званичног текста химне (2004), усвојене су строфе према верзији коју је Дрљевић уобличио управо као високи фашистички часник, за вријеме боравка у усташкој НДХ, чиме је заобиђена првобитна Дрљевићева верзија из 1937. године, која је била објављена прије но што се Дрљевић афирмисао као фашиста, сарадник окупатора и ратни злочинац.
Усвајање Дрљевићевих строфа критиковали су бројни политички и друштвени чиниоци не само у Црној Гори, већ и у иностранству, а полемике о спорним дијеловима химне довеле су до отворених подјела међу грађанима Црне Горе. У полемикама о тексту химне активно је учествовао и Филип Вујановић, предсједник Црне Горе (2003-2018), који је у више наврата критиковао усвајање Дрљевићевих строфа, од којих се јавно оградио, заложивши се за измјену званичног текста химне.
Вујановић је у разним приликама истицао да је усвајање Дрљевићевих стихова неприхватљиво због тога што је њихов творац био фашиста, односно нациста, а истим поводом је упозоравао и на опасност од јачања екстремног црногорског национализма и шовинизма.
Српски историчар Милан Ст. Протић сматра да је ова верзија химне кафанска песма „коју је прилагодио усташки сарадник и црногорски изрод Секула Дрљевић.”

### Изворна пјесма
Поред данашњег званичног текста химне, постоји и неколико старијих варијанти, а првобитни, односно изворни текст настао је обрадом народне пјесме „Ој, јунаштва свијетла зоро ој!“, чији први помен потиче из 1863. године, када је изведена у Београду, у склопу драме "Бој на Грахову", коју су написали Јован Цар (отац познатог српског књижевника Марка Цара) и Обрад Витковић.
Накнадним прерадама, првобитни текст је мјењан путем скраћивања или додавања разних стихова или читавих строфа, што је резултирало настанком бројних варијанти које у мањој или већој мјери одступају од изворног текста. Претпоставља се да је помен месеца маја својевремено унет у једну од верзија ове песме у спомен на долазак Секуле Дрљевића у Црну Гору из НДХ 12. маја 1941. године.

## Обраде
Даница Црногорчевић је 3. септембра 2021. избацила њену обраду песме Ој јунаштва свијетла зоро, дан пре устоличења митрополита црногорско-приморског Јоникија II (којег је пратила жестока тензија Цетињана према СПЦ). Текст те песме је старија верзија спева који ће постати званична химна Црне Горе. У тој песми се јасно истиче повест Црногораца (регионалног назива за Србе у Црној Гори) и Његоша (На Ловћену Његош спава / Најмудрија српска глава), док је данашњу верзију црногорске химне написао фашистички колаборациониста Секула Дрљевић.

## Текст химне
Ој свијетла мајска зоро

Мајко наша Црна Горо

Синови смо твог стијења

И чувари твог поштења

Волимо вас, брда тврда,

И стравичне ваше кланце

Који никад не познаше

Срамотнога ропства ланце.

Док ловћенској нашој мисли

Наша слога даје крила,

Биће горда, биће славна

Домовина наша мила.

Ријека ће наших вала,

Ускачући у два мора,

Глас носити океану,

Да је вјечна Црна Гора.

## Изворни стихови
Најстарија позната верзија песме, из 1863. године гласи:
Ој, јунаштва свјетла зоро ој!

Мајко наша Црна Горо!

На твојим се врлетима ој!

Разби сила душманима.

Једина си за слободу ој!

Ти остала српском роду.

Дат’ ће Бог и света Мати ој!

Да се једном све поврати.

## Верзије Секуле Дрљевића
| Прва верзија, из 1937. године: Вјечна наша Црна Горо! Синови смо твог стијења, Чувари смо твоје части И сељачког твог поштења. Волимо вас, брда тврда, И стравичне ваше кланце, Који никад не познаше Срамотнога ропства ланце. Ловћен нам је олтар свети, Вазда смо му вјерни били, У њега смо вјеровали И њиме се поносили. Одкада је Бадње Вече Нашу вјеру очистило, Међу нама сељацима Невјерника није било. Док сељачкој нашој мисли Наша слога даје крила, Биће горда, биће славна Домовина наша мила. Ријека ће наших вали Ускачући у два мора, Океану глас носити, Да је вјечна Црна Гора! | Друга верзија, из 1944. године: Вјечна наша Црна Горо, Твој Ловћен је цар Јадрана Кâ сељака твојих дјела, Кад су чија опјевана? Волимо вас, брда тврда, И стравичне ваше кланце, Који никад не познаше Срамотнога ропства ланце. Ловћен нам је олтар свети, Вазда смо му вјерни били, У њега смо вјеровали И њиме се поносили. Откада је Бадње Вече Нашу вјеру очистило, Међу нама, сељацима Невјерникā није било. Док ловћенској нашој мисли Наша слога даје крила, Бит ће горда, бит ће славна Домовина наша мила. Слободе ће чувар бити Наша брда, наше горе, Докле земљу сунце грије И докле се људи боре. Ријека ће наших вала, Ускачући у два мора, Оцеану глас носити, Да је вјечна Црна Гора. |

## Друге верзије
Ој свијетла мајска зоро,

Мајко наша Црна Горо,

Синови смо твог стијења

И чувари твог поштења

Ловћен нам је олтар свети,

У њега смо сви заклети.

На Ловћену Његош спава

Најмудрија српска глава.

Ловћен красе Петровићи

А Косово Обилићи.

Ловћен краси гроб Његошев

А Косово гроб Милошев.

Дурмиторе, је л' ти жао

Што се Ловћен опјевао?

Не, нека га, нек' се пјева

Заслуга је Његошева.

### Партизанска
Ој свијетла мајска зоро,

Мајко наша Црна Горо,

Листај горо, цвјетај цвијеће

Црна Гора у бој креће

Црна Гора у бој креће

Без побједе доћи неће/Робовати више неће.